# Emma Meesseman
Emma Meesseman (ur. 13 maja 1993 w Ieper) – belgijska koszykarka grająca na pozycji środkowej, od 2022 zawodniczka Fenerbahçe Safiport.
Urodziła się z wadą słuchu, słyszy o 50% słabiej od przeciętnego człowieka, w związku z powyższym nosi aparaty słuchowe na obu uszach.
Jej matka Sonja Tankrey była także koszykarką. W 1983 została wybrana najlepszą belgijska koszykarką.
18 lutego 2022 podpisała roczną umowę z Chicago Sky.

## Osiągnięcia

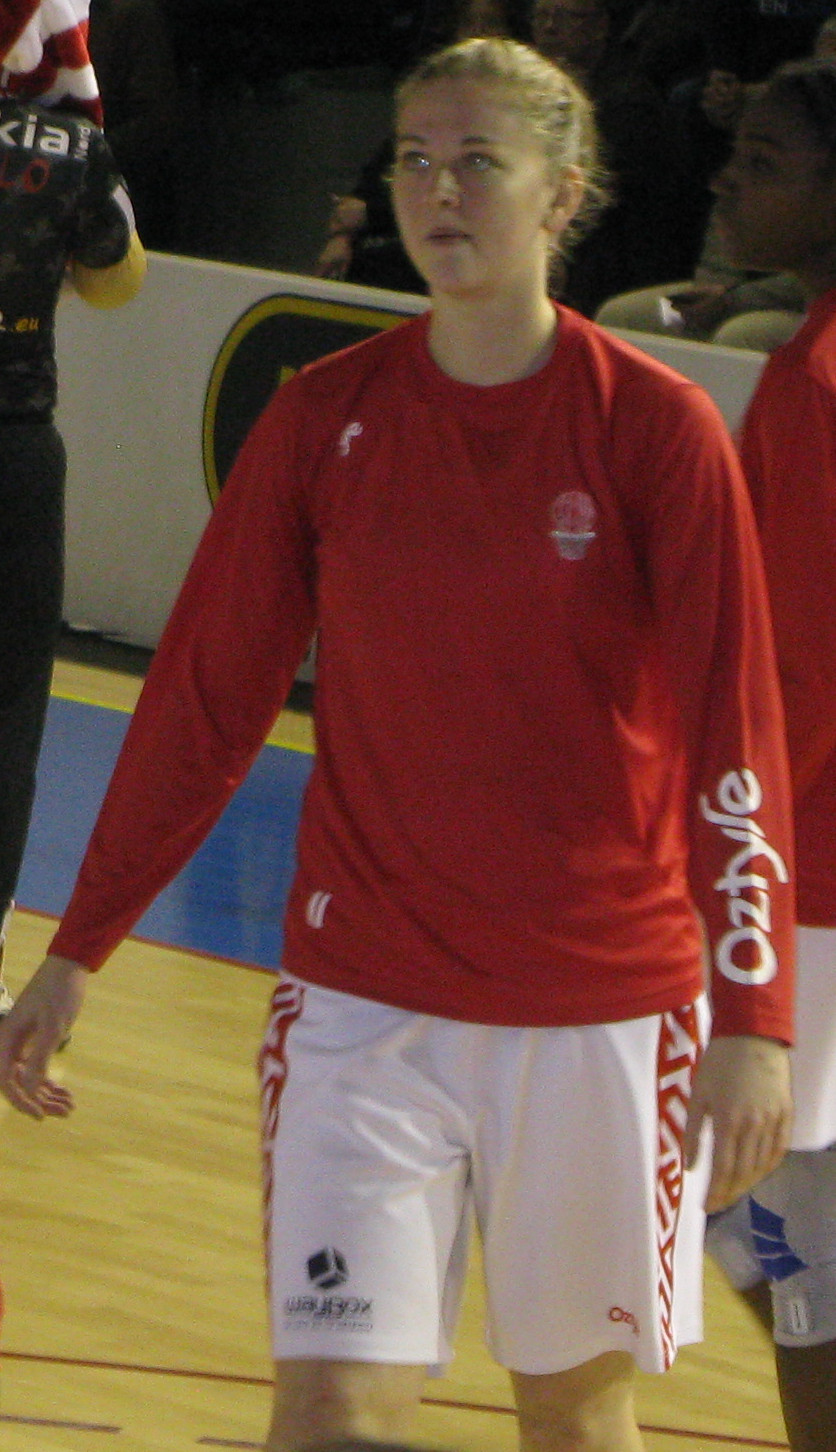
Meesseman w 2013.

Stan na 17 czerwca 2023, na podstawie, o ile nie zaznaczono inaczej.

### WNBA
- Mistrzyni WNBA (2019)
- Finalistka pucharu WNBA Commissioner's Cup (2022)[8]
- MVP finałów WNBA (2019)[9]
- Uczestniczka meczu gwiazd WNBA (2015, 2022)
- Liderka WNBA w skuteczności rzutów za 3 punkty (2016)[10]

### Drużynowe
- Mistrzyni:
  - Euroligi (2016, 2018, 2019, 2021, 2023)
  - Turcji (2023)[11]
  - Belgii (2011)
  - Rosji (2016–2021)
- Wicemistrzyni Rosji (2022)
- Brąz:
  - Euroligi (2017)
  - Eurocup (2014)
  - pucharu UMMC (2014)
- Zdobywczyni:
  - Pucharu Rosji (2017, 2019)
  - superpucharu:
    - Europy FIBA (2018, 2019)
    - Rosji (2021)
- Finalistka:
  - pucharu:
    - Rosji (2020)
    - Francji (2014)

  - superpucharu:
    - Europy FIBA (2021)
    - Turcji (2022)[11]

### Indywidualne
(* – nagrody i wyróżnienia przyznane przez portal eurobasket.com)
- MVP:
  - Final Four Euroligi (2018)
  - finałów ligi tureckiej (2023)[11]
  - mistrzostw Belgii (2011)
  - młodzieżowa francuskiej ligi LFB (2013)
- Najlepsza:
  - środkowa ligi tureckiej (2023)*[11]
  - młoda zawodniczka roku FIBA Europa (2011)
- Zaliczona do I składu:
  - Euroligi (2021)[12]
  - ligi tureckiej (2023)*[11]
  - zawodniczek zagranicznych ligi tureckiej (2023)*[11]

### Reprezentacja

#### Seniorska
Drużynowe
- Brązowa medalistka mistrzostw Europy (2017)
- Uczestniczka:
  - igrzysk olimpijskich (2020 – 7. miejsce)
  - mistrzostw świata (2018 – 4. miejsce)
  - kwalifikacji do mistrzostw Europy (2011, 2013, 2017)

Indywidualne
- Zaliczona do I składu:
  - igrzysk olimpijskich (2020[13], 2024[14])
  - mistrzostw:
    - świata (2018)
    - Europy (2017)
- Liderka:
  - strzelczyń igrzysk olimpijskich (26,8 – 2020)[15]
  - igrzysk olimpijskich w przechwytach (3,5 – 2020)[15]
  - mistrzostw świata w zbiórkach (2018)
  - Eurobasketu w blokach (2017)

#### Młodzieżowe
- Mistrzyni Europy U–18 (2011)
- Wicemistrzyni Europy U–16 (2009)
- Uczestniczka mistrzostw:
  - świata U–17 (2010 – 4. miejsce)
  - Europy U–16 (2008, 2009)
- MVP Eurobasketu:
  - U–18 (2011)
  - U–16 (2009)
- Liderka Eurobasketu w zbiórkach:
  - U–18 (2011)
  - U–16 (2009)